# 一関町
一関町（いちのせきまち）は岩手県西磐井郡にあった町。現在の一関市中心部にあたる。
なお、一関市は1948年、1955年、2005年の3度にわたり新設合併によって発足したもので、本町とは別の自治体である。

## 地理
- 山：蘭梅山
- 河川：磐井川

## 歴史
- 1875年（明治8年）10月17日 - 水沢県による村落統合にともない、一関村・二関村・三関村が合併して一関村となる。
- 1889年（明治22年）4月1日 - 町村制の施行により一関村の大部分（三関を除く）が単独で自治体を形成し、一関町が発足。三関は真滝村に合併。
- 1932年（昭和7年） - 一関出身の阿部美樹志氏設計による、町役場を新築。
- 1948年（昭和23年）4月1日 - 山目町・中里村・真滝村と合併して（初代）一関市が発足。同日一関町廃止。

## 金融機関
- 第八十八国立銀行本店

## 交通

### 鉄道路線
- 国有鉄道
  - 東北本線
    - 一ノ関駅

### 道路
- 国道4号